# CD Projekt RED
CD Projekt RED è un'azienda polacca dedita allo sviluppo di videogiochi con sede nella città di Varsavia, fondata nel 2002 da Marcin Iwiński di CD Projekt.
L'azienda è celebre per aver sviluppato il kolossal : The Witcher, basata sui romanzi di Andrzej Sapkowski.

## Storia
La società è nata come diramazione interna, di CD Projekt, dedicata solamente allo sviluppo di videogiochi. Lo sviluppo del primo gioco dello studio si focalizzò un action RPG basato sui racconti di Andrzej Sapkowski, che sarebbe poi diventato noto come The Witcher. Il piccolo team di sviluppo sul gioco si espanse, aggiungendo 15 persone nel 2003, mentre un anno dopo fu lanciato anche il sito web del gioco.
Nel 2005 il team al lavoro su The Witcher superò le 120 persone, ed il gioco venne mostrato al grande pubblico, prima a Lipsia e poi all'Electronic Entertainment Expo; il budget totale per lo sviluppo del gioco raggiunse i 20 milioni di złoty (5 milioni di euro). The Witcher venne poi pubblicato nel 2007 e ricevette un'ottima accoglienza da parte della critica e del pubblico, vendendo in pochi mesi oltre 600.000 copie in tutto il mondo. Durante il successo del gioco, venne annunciato anche They, uno sparatutto in prima persona, che sarebbe stato sotto sviluppo sempre dei CD Projekt RED.
A settembre 2009, CD Projekt, annunciò che CD Projekt RED era al lavoro sul seguito di The Witcher con The Witcher 2: Assassins of Kings.
Nel gennaio 2010, CD Projekt annullò lo sviluppo dello sparatutto in prima persona They, preferendo puntare gli investimenti sul secondo capitolo della saga di Geralt di Rivia in sviluppo dai CD Projekt RED. Per questo secondo capitolo, i CD Projekt RED, utilizzarono un nuovo motore grafico avanzato, il REDengine, al posto dell'Aurora Engine di BioWare utilizzato per il primo capitolo.
Nel 2011 CD Projekt pubblicò The Witcher 2: Assassins of Kings che ricevette un'accoglienza ottima sia su PC che su Xbox 360, bissando il successo del primo capitolo; il gioco arrivò a vendere oltre 940.000 copie in due mesi soltanto, di cui 250.000 in digitale tramite Steam e GOG.com. Il titolo venne afflitto fin da subito, tuttavia, da problemi legati a copie illegali e pirateria informatica nonostante il SecuROM; benché CD Projekt utilizzò inizialmente politiche di DRM per bloccare la pirateria, ebbe da ricredersi però pochi mesi dopo affermando che «Non useremo mai più un DRM, significherebbe solo complicare le cose ulteriormente». Allo stesso tempo, però, l'azienda si impegnò per combattere la pirateria, specialmente in Germania, dove era molto diffusa, mobilitando uno studio legale per perseguire penalmente il reato con multe anche di 1.200 dollari.
Nel 2012 inoltrato CD Projekt annunciò un nuovo action RPG a tema fantascientifico-cyberpunk, che diventerà noto poi come Cyberpunk 2077. L'anno successivo affermò ufficialmente che CD Projekt RED era al lavoro sul seguito di The Witcher 2: Assassins of Kings: The Witcher 3: Wild Hunt.
The Witcher 3: Wild Hunt, costato alla software house ben 81 milioni di dollari, viene pubblicato nel 2015, e accolto da una travolgente apprezzamento del fandom e della critica, vincendo anche un titolo "Gioco dell'Anno". Questo terzo capitolo arriverà a vendere oltre 6 milioni di copie nel giro di poco più di un mese. Dopo il terzo videogioco dedicato alla saga di Geralt di Rivia, CD Projekt RED annuncia che, almeno fino a nuovo avviso, avrebbe messo da parte quest'ultima, per dedicarsi a progetti futuri.
Dopo l'uscita di The Witcher 3: Wild Hunt lo studio polacco ha annunciato che si sarebbe dedicato ad un nuovo titolo completamente diverso dallo stile fantasy della serie The Witcher. Il nuovo titolo è di fatto Cyberpunk 2077 in sviluppo dal 2013 e dopo l'uscita del terzo titolo della serie videoludica di Geralt è entrato in pieno sviluppo nel 2015. Nel marzo del 2018 la casa produttrice ha aperto una nuova divisione a Breslavia denominata CD Project Wrocław, con lo scopo di supportare ulteriormente lo sviluppo del gioco. Cd Projekt ha annunciato che tale videogioco è molto più ambizioso del terzo capitolo di The Witcher. Il 10 giugno all'E3 2018 viene mostrato il primo trailer ufficiale, che vede il protagonista V, un mercenario che vuole farsi un nome in città, narrare l'attrazione e l'odio che gli uomini provano per Night City, una violenta e distopica metropoli ricca di opportunità. Il 9 Giugno 2019 all'E3, durante la conferenza Microsoft Xbox, viene mostrato un nuovo trailer in cui farà la sua comparsa in qualità di NPC un personaggio costruito sulle fattezze dell'attore Keanu Reeves. Lo stesso attore arriverà sul palco al termine del video annunciando la data d'uscita, prevista per il 16 aprile 2020. Il 16 gennaio 2020 CD Projekt Red annuncia su Twitter, che il gioco verrà posticipato al 17 settembre 2020. Dopo un nuovo rinvio avvenuto il 27 ottobre, il gioco esce il 10 dicembre 2020.
Il 12 dicembre 2024 ai The Game Awards viene svelato The Witcher IV con un trailer. Il gioco utilizzerà il motore Unreal Engine 5 al posto del REDengine impiegato per The Witcher 2 e Wild Hunt.

## Videogiochi
| Anno | Titolo                            | Piattaforma/e                                                                              |
| ---- | --------------------------------- | ------------------------------------------------------------------------------------------ |
| 2007 | The Witcher                       | Windows                                                                                    |
| 2011 | The Witcher 2: Assassins of Kings | Xbox 360, Windows                                                                          |
| 2015 | The Witcher 3: Wild Hunt          | Xbox One, Xbox Series X e Series S, PlayStation 4, PlayStation 5, Nintendo Switch, Windows |
| 2018 | Gwent: The Witcher Card Game      | Xbox One, PlayStation 4, Windows                                                           |
| 2018 | Thronebreaker: The Witcher Tales  | Xbox One, PlayStation 4, Switch, Windows                                                   |
| 2020 | Cyberpunk 2077                    | Xbox One, Xbox Series X e Series S, PlayStation 4, PlayStation 5, Windows                  |